# Into Glory Ride
Into Glory Ride jest drugim albumem Manowar i zarazem debiutem Scotta Columbusa jako perkusistą. Całość promuje teledysk do "Gloves of Metal", pierwszy w dorobku grupy. Został wydany przez Music for Nations z numerem "MFN-6". Sesja nagraniowa do tego albumu została zrealizowana za pieniądze uzyskane z odszkodowania za zerwanie kontraktu z Liberty Records.

## Lista utworów
Strona A
1. "Warlord" - 4:13
2. "Secret of Steel" - 5:48
3. "Gloves of Metal" - 5:23
4. "Gates of Valhalla" - 7:11

Strona B
1. "Hatred" - 7:42
2. "Revelation (Death's Angel)" - 6:28
3. "March for Revenge (By the Soldiers of Death)" - 8:25

## Twórcy
- Eric Adams – śpiew
- Joey DeMaio – gitara basowa
- Ross The Boss – gitara elektryczna, keyboard
- Scott Columbus – perkusja